# Міст короля Людовика Святого (фільм, 1929)
Міст короля Людовика Святого (англ. The Bridge of San Luis Rey) — американська драма Чарльза Бребіна 1929 року.

## Сюжет
20 липня 1714 між Лімою і Куско обрушився висячий міст, що призвело до загибелі п'яти осіб. Монах-францисканець Юніпер намагається з'ясувати, чи був у загибелі п'яти чоловік Божий промисел і чому Господь вибрав саме цих людей.

## У ролях
- Лілі Даміта — Каміла
- Ернест Торренс — дядя Піо
- Ракель Торрес — Пепіта
- Дон Альварадо — Мануель
- Дункан Ренальдо — Естебан
- Генрі Б. Волтхолл — батько Джуніпер
- Михаїл Вавіч — віце-король
- Емілі Фіцрой — маркіза
- Джейн Вінтон — дона Карла
- Гордон Торпе — Джеймі
- Мітчелл Льюїс — капітан Альварадо
- Пол Елліс — дон Вісенте